# Neea choriophylla
Neea choriophylla är en underblomsväxtart som beskrevs av Paul Carpenter Standley. Neea choriophylla ingår i släktet Neea och familjen underblomsväxter. Inga underarter finns listade i Catalogue of Life.